# Richard Chenevix
Richard Chenevix (n. 1774, Dublin, Regatul Irlandei – d. 5 aprilie 1830, Paris, Franța) a fost un chimist irlandez.
A jucat un rol important în descoperirea elementului chimic paladiu.
În 1801 a devenit membru al Royal Society, iar în 1803 primește Medalia Copley.
Mineralul chenevixită îi poartă numele.

## Legături externe
- Griffith, W. P. (2003). „Part I. Rhodium and Palladium - Events Surrounding their Discoveries”. Platinum Metals Review. 47 (4): 175–183. Arhivat din original la 19 aprilie 2013. Accesat în 8 martie 2019.
- Chenevix, Richard (1812). Two Plays. London: J. Johnson & Company.
- Chenevix, Richard (1832). An Essay Upon National Character. London: James Duncan.